# Daz Sampson
Darren Sampson, detto Daz (Stockport, 28 novembre 1974), è un cantante britannico.

## Biografia
Originario della Greater Manchester, ha ottenuto i primi successi come membro del gruppo Bus Stop nel 1998, grazie al rifacimento del brano Kung Fu Fighting di Carl Douglas.
Nel 2002 i Bus Stop si sono sciolti e allora Daz ha deciso di formare un duo con JJ Mason chiamato Fraud Squad.
Sempre nei primi anni 2000, precisamente dal 2002 al 2003, ha collaborato con Ricardo Autobahn (aka John Matthews) con il duo Rikki & Daz. Tra il 2004 e il 2008 prende parte al progetto funky house Uniting Nations.
Nel maggio 2006 partecipa all'Eurovision Song Contest 2006 svoltosi in Grecia come rappresentante del Regno Unito, presentando il brano Teenage Life.